# Maison du Frère-Moffet
Vous lisez un « bon article » labellisé en 2021.
La maison du Frère-Moffet est une construction ancienne située à Ville-Marie au Québec (Canada).
Cette maisonnette composée d'un rez-de-chaussée surmonté d'un étage en comble a été construite en 1881 à l'instigation du frère oblat Joseph Moffet, considéré comme le « père du Témiscamingue ».
Plus vieux bâtiment de Ville-Marie, elle a été déplacée cinq fois depuis sa construction. Classée immeuble patrimonial en 1978, son dernier déplacement en 1979 déclenche une nouvelle procédure de classement en 2005.
Un musée occupe la maison depuis 1980.

## Histoire

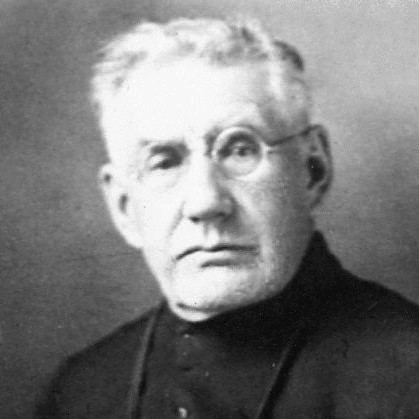
Joseph Moffet.

Le peuplement de la vallée de l'Outaouais et la mise en œuvre d'un réseau de communication le long de la rivière des Outaouais au début du XIXe siècle permettent l'ouverture à la colonisation du Témiscamingue, à la tête des eaux. Les oblats de Marie-Immaculée arrivent au Témiscamingue en 1863 et établissent la mission Saint-Claude dans les environs du fort Témiscamingue, un ancien poste de traite,.
En 1872, le frère Joseph Moffet arrive à la mission et est affecté à l'approvisionnement de celle-ci en nourriture. Il constate rapidement que le sol autour de la mission est peu fertile. En 1874, il trouve une terre au fond de la baie Kelly (maintenant la baie des Pères) à 5 km au nord de la mission. Il commence à défricher la terre sans l'accord de son supérieur. Il obtient l'autorisation d'y établir une ferme en 1879.
Une maisonnette est construite sur le site de la ferme en 1881 afin d'abriter les employés et les missionnaires de passage. On y ajoute une grange l'année suivante. Elle est le seul bâtiment dans la baie Kelly jusqu'à l’établissement du village en 1886. Rapidement les récoltes dépassent les besoins de la communauté. Les excédents sont vendus aux compagnies forestières ainsi qu'au marché de Haileybury en Ontario. La maison est alors située à l'emplacement de l'actuel édifice de la Municipalité régionale de comté de Témiscamingue. La paroisse canonique de Ville-Marie est érigée en 1886 ; occasionnellement à cette époque la maison sert de résidence temporaire pour les familles nouvellement arrivées.

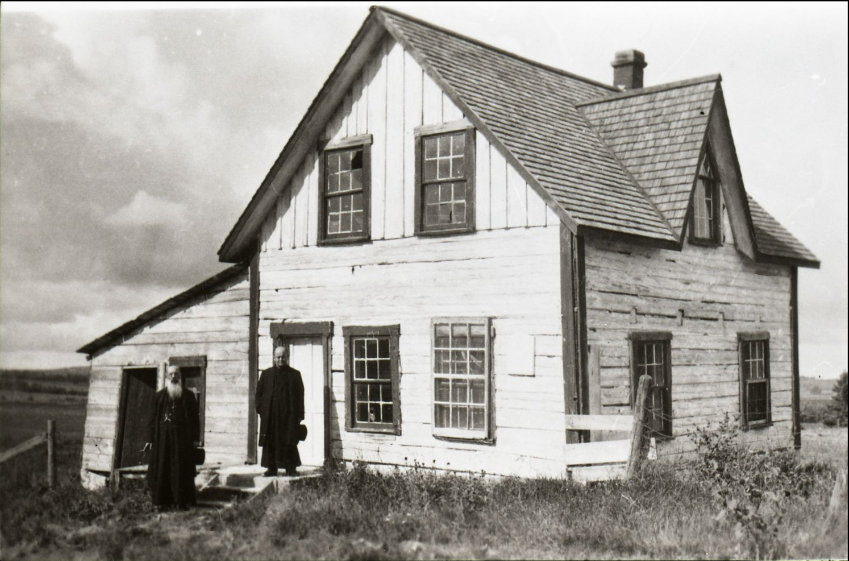
Maison du Frère-Moffet au début des années 1950.

En 1908, la maison est déplacée une première fois pour faire place au pensionnat des Sœurs de la charité d'Ottawa. Elle est utilisée par la suite comme remise. De 1930 à 1936, la maison est habitée par le concierge du pensionnat, puis est laissée à l'abandon. En 1949, elle est acquise par la Société d'histoire du Témiscamingue. La Société commence en 1952 à collecter des artefacts pour l'établissement du musée. La maison est déplacée une seconde fois en 1954 sur les terrains de l'école d'agriculture Frère-Moffet. Elle est restaurée, mais son appentis est démoli,. On rapatrie aussi le corps du frère Moffet, dont les restes sont inhumés à côté de la maison. On la restaure de nouveau en 1958 avec des matériaux provenant de bâtiments de fort Témiscamingue, dont la porte et sa serrure artisanale.
En 1973, les oblats vendent leurs terrains, convoités par un entrepreneur local. La maison est alors déplacée à la limite de la ville, sur un terrain près d'un ravin. La ville la laisse à l'abandon, n'y voyant aucun intérêt,. Les restes du frère Moffet sont déplacés avec ceux des autres oblats dans le cimetière de Ville-Marie. La Société d'histoire du Témiscamingue entreprend des démarches pour protéger la maison et cherche à financer sa restauration. Elle est déplacée début 1978 sur le terrain de l'ancienne école d'agriculture Frère-Moffet.
La maison du Frère-Moffet est classée immeuble patrimonial le 27 novembre 1978 par le ministre des Affaires culturelles. L'année suivante, le conseil de fabrique offre à la Société d'histoire un terrain à proximité de l'église Notre-Dame-du-Rosaire, où la maison est déplacée une cinquième fois. On la restaure en lui construisant de nouvelles fondations, et en remplaçant plusieurs poutres et l'ensemble des fenêtres. Elle est ouverte au public en tant que musée en 1980 sous le nom de « maison du Colon »,.
En 2003, elle fait l'objet d'une nouvelle campagne de restauration. Le musée retrouve son appellation ancienne de « maison du Frère-Moffet ». Le 1er décembre 2005, un classement technique est effectué afin que l'inscription de l'assiette de la construction au Registre foncier fasse mention du statut de protection patrimoniale.
En 2015, la maison est de nouveau restaurée. Un buste en bronze du frère Moffet, œuvre du sculpteur Philippe Scrive, est installé devant l'entrée.

## Architecture
Le bâtiment est une maison carrée d'un étage en comble. Il s'agit d'une construction en madriers de bois équarri assemblés entre eux en queue-d'aronde. Le toit est à deux versants ; il présente une lucarne et est recouvert de bardeaux de cèdre. Les fenêtres sont rectangulaires et à guillotine ; les portes sont en panneaux de bois. Les fenêtres sont en bois et les queues-d'aronde sont recouvertes de planches cornières.
Avec ses matériaux d'origine locale et sa simplicité architecturale, cette maison est représentative des habitations vernaculaires témiscamiennes. Elle est le plus vieux bâtiment du Témiscamingue.

## Exposition
Le musée présente une exposition permanente intitulée De la Terre et des Hommes, consacrée au Frère Moffet et à l'histoire de la première vague de colonisation du Témiscamingue, qui a eu lieu entre 1881 et 1920. Le musée présente aussi chaque année une exposition temporaire différente.